# Djibril Sow
Djibril Sow (Zurique, 6 de fevereiro de 1997) é um futebolista profissional suíço de origem senegalesa que atua como meio-campo. Atualmente, defende o Sevilla.

## Carreira
Djibril Sow começou a carreira profissional no Borussia Mönchengladbach, após passar pelas categorias de base do FC Zurich. 

Em 2017 se transferiu para o BSC Young Boys, retornando para o Campeonato Suíço. Foi um dos nomes de maior destaque na vitoriosa temporada de 2017/2018 da equipe auri-negra contribuindo para a quebra de jejum de títulos, quando os Young Boys foram campeões do  Campeonato Suíço, interrompendo uma sequência de 8 títulos consecutivos do rival FC Basel.

### Seleção Suíça
Em 2018, após ser um dos líderes do BSC Young Boys na campanha do título de 2017/2018, Sow recebeu sua primeira convocação para a seleção principal, após passagens pelas seleções de base. Fez sua estreia na vitória por 6x0 contra a Islândia, entrando no lugar de Steven Zuber.